# كلية هارفارد للطب
تقع كلية الطب بجامعة هارفارد (بالإنجليزية: Harvard Medical School) في منطقة لونغوود الطبية في بوسطن، ماساتشوستس. تأسست كلية الطب بجامعة هارفارد عام 1782، وهي ثالث أقدم كلية طبية في الولايات المتحدة. تقدم كلية الطب بجامعة هارفارد الرعاية للمرضى والتعليم الطبي والتدريب البحثي للطلاب من خلال 15 فرعًا سريريًا ومعاهد بحثية، منها مستشفى ماساتشوستس العام، ومستشفى بوسطن للأطفال، ومعهد دانا فاربر للسرطان، ومستشفى بريغهام والنساء، ومركز بيث إسرائيل ديكونيس الطبي، ومستشفى ماونت أوبورن، ومستشفى ماكلين، وتحالف كامبريدج الصحي، ومركز بيكر للأطفال والعائلات، ومستشفى سبولدينغ لإعادة التأهيل، وغيرها.
تتعاون كلية الطب بجامعة هارفارد أيضًا مع كيانات أحدث مثل هارفارد كاتاليست، ومعهد الخلية الجذعية في هارفارد، ومعهد فيس للهندسة المستوحاة من البيولوجيا.

## التاريخ
تأسست كلية الطب بجامعة هارفارد في 19 سبتمبر 1782، بمبادرة من رئيس الجامعة جوزيف ويلارد، ومن أعضاء هيئة التدريس المؤسسين جون وارن وآرون ديكستر وبنجامين ووترهاوس. كانت كلية الطب بجامعة هارفارد المدرسة الطبية الثالثة في الولايات المتحدة، بعد كلية بيرلمان للطب بجامعة بنسلفانيا، وكلية الأطباء والجراحين بجامعة كولومبيا.
أُعطيت المحاضرات في البداية في قبو قاعة هارفارد، ثم في كنيسة هولدن. لم يدفع الطلاب أي رسوم دراسية، بل اشتروا تذاكر لحضور خمس أو ست محاضرات يومية. وتخرج أول طالبَين عام 1788.
في القرن التالي، تبدل موقع الكلية مرات متعددة بسبب تغير العلاقات بالمؤسسات السريرية، إذ لم تمتلك كلية الطب بجامعة هارفارد مستشفى تعليمي خاص بها. في 1810، انتقلت الكلية إلى بوسطن إلى ما يُسمى اليوم شارع واشنطن في وسط المدينة. في 1816، نُقلت الكلية إلى شارع ماسون وسُميت كلية الطب بجامعة هارفارد في ماساتشوستس تقديرًا لهدية من المحكمة الكبرى العامة في ماساتشوستس. في 1847، نُقلت الكلية إلى شارع غروف لتكون أقرب إلى مستشفى ماساتشوستس العام. في 1883، نُقلت إلى ساحة كوبلي. قبل هذا الانتقال، أصبح تشارلز ويليام إليوت رئيس جامعة هارفارد في 1869، وكانت كلية الطب حين تسلّم منصبه في حالة سيئة للغاية. بدأ إليوت إصلاحات جذرية رفعت معايير القبول، وأنشأ برنامجًا رسميًا للحصول على درجة علمية، وعرّف كلية الطب بجامعة هارفارد بأنها كلية مهنية داخل جامعة هارفارد، ممهدًا الطريق لتحولها إلى واحدة من كليات الطب الرائدة في العالم.
في 1906، انتقلت المدرسة إلى موقعها الحالي في منطقة لونغوود الطبية والأكاديمية.

### الابتكارات
أسهم المتدربون في مرحلة ما بعد الدكتوراه وأعضاء هيئة التدريس في كلية الطب بجامعة هارفارد في كثير من الابتكارات الطبية والصحية العامة المهمة:
- إدخال لقاح الجدري إلى أمريكا.
- إدخال الأنسولين إلى الولايات المتحدة لعلاج مرض السكري.
- فهم دور فيتامين بي 12 في علاج فقر الدم.
- التعرف على المساعد الإنزيمي إيه وفهم البروتينات.
- تطوير طرق زراعة الأنسجة لدراسة فيروس شلل الأطفال، ما مهد الطريق للقاحات ضد شلل الأطفال.
- فهم النظام البصري في الدماغ.
- تطوير أول علاج كيميائي ناجح لسرطان الدم لدى الأطفال.
- تطوير أول ناظم قلبي قابل للزرع.
- اكتشاف وراثة المناعة ضد العدوى.
- تطوير الجلد الاصطناعي لضحايا الحروق.
- إجراء أول جراحة ناجحة لصمام القلب (في مستشفى بيتر بنت بريغهام، 1923).
- إجراء أول عملية زرع كلية ناجحة في الإنسان.
- إجراء أول عملية إعادة ربط لطرف بشري مقطوع.
- اكتشاف الجينات التي تسبب ضمور دوشين العضلي، ومرض هنتنغتون، والتصلب الجانبي الضموري، وداء الزهايمر، والكثير من الأمراض الأخرى.
- تحديد أهمية إمداد الورم بالأوعية الدموية (تكوين الأوعية الدموية) وتأسيس علم الأحياء الوعائي.

### توسيع القبول

#### النساء
في منتصف عام 1847، رفض رئيس كلية هارفارد وزملاؤه اقتراح البروفيسور والتر تشانينغ بقبول النساء في المحاضرات والامتحانات. وفي ذلك العام، أصبحت هاريوت هانت أول امرأة تتقدم بطلب إلى كلية الطب بجامعة هارفارد. وكان الدكتور أوليفر ويندل هولمز الأب قد عُيّن للتو عميدًا للكلية، وفكر في البداية في قبول طلبها، ولكنه تعرض لانتقادات شديدة من قِبل الطلاب الذكور إضافةً إلى مشرفي الجامعة وأعضاء هيئة التدريس الآخرين. طُلب من هانت سحب طلبها. وبعد تخرج إليزابيث بلاكويل من كلية جنيف عام 1849 بفترة وجيزة، تقدمت هانت مرة أخرى إلى جامعة هارفارد، لكنها رُفضت. 
في 1866، تقدمت امرأتان حاصلتان على تعليم طبي واسع في مكان آخر بطلب القبول لكنهما رُفضتا. في 1867، صوت عضو هيئة تدريس واحد على منع قبول سوزان ديموك. في 1872، رفضت جامعة هارفارد هدية قدرها 10,000 دولار مشروطة بقبول الطالبات في كلية الطب وفق شروط قبول الرجال نفسها. رُفض عرض مماثل بقيمة 50,000 دولار، من قبل مجموعة من عشر نساء من بينهن ماري إليزابيث زاكرزيفسكا، في 1882، عُينت لجنة من خمسة أشخاص لدراسة الأمر. بعد انتقال كلية الطب من شارع نورث غروف إلى شارع بويلستون في 1883، رُفض اقتراح البروفيسور هنري إنجرسول بوديتش باستخدام مباني شارع نورث غروف للتعليم الطبي للنساء.
في 1943، أوصت لجنة العميد بقبول النساء، وكانت نسبة الرجال والنساء تعتمد فقط على مؤهلات المتقدمين. في 1945، قُبلت دفعة أولى من النساء؛ وشملت الفوائد المتوقعة مساعدة الطلاب الذكور على تعلم النظر إلى النساء على أنهن متساويات، وزيادة عدد الأطباء في التخصصات ذات الأجر المنخفض التي يتجنبها الرجال عادةً، واستبدال الثلث الأضعف من الذكور بالكامل بالنساء ذوات المؤهلات الأفضل. بحلول عام 1972، كان نحو خُمس طلاب الطب في هارفارد من النساء.

#### الأمريكيون الأفارقة
في 1850، قُبل ثلاثة رجال سود، هم مارتن ديلاني، ودانيال لاينغ جونيور، وإسحاق إتش سنودن، في الكلية لكنهم طُردوا لاحقًا بسبب ضغوط مارسها أعضاء هيئة التدريس والطلاب الآخرون.
في 1968، استجابةً لعريضة وقعها مئات من طلاب الطب، أنشأت هيئة التدريس لجنةً للعلاقات مع المجتمع الأسود في بوسطن، في ذلك الوقت، كانت نسبة السود بين طلاب الطب في هارفارد دون 1%. بحلول عام 1973، تضاعف عدد الطلاب السود المقبولين ثلاث مرات، وبحلول العام التالي، تضاعف أربع مرات. في 2011، عينت كلية الطب بجامعة هارفارد أول أستاذة أمريكية من أصل إفريقي في الطب، وهي فاليري إي. ستون. وفي ذلك العام، عينوا أيضًا أول أستاذة أمريكية من أصل أفريقي في قسم الأشعة، تينا يونع بوسان، وهي زميلة ستون في السابق. 
في 2019، أصبحت لاشيرا نولين أول امرأة سوداء تُنتخب لتصبح رئيس فصل في كلية الطب بجامعة هارفارد.

## التعليم الطبي

### المقررات
خضعت مقررات وبرامج كلية الطب بجامعة هارفارد لكثير من المراجعات المنهجية. في العقود الأخيرة، حافظت الكلية على منهج دراسي مكون من ثلاث مراحل: مرحلة ما قبل التدريب السريري، ومرحلة الخبرة السريرية الأساسية، ومرحلة ما بعد الخبرة السريرية الأساسية.
تتضمن مرحلة ما قبل التدريب السريري مسارين دراسيين. يلتحق معظم الطلاب بمسار تعليم طبي تقليدي، يسمى «مسارات»، يركز على التعلم النشط والدخول المبكر إلى العيادة، من خلال فصول تضم طلابًا من كلية طب الأسنان بجامعة هارفارد. يكتسب طلاب برنامج مسارات خبرة مبكرة في العيادة من خلال دورة تدريبية مطولة في المهارات السريرية تستمر طوال فترة ما قبل التدريب السريري. يلتحق جزء صغير من كل فصل بمسار «هارفارد إم آي تي» الذي يُدار بالاشتراك مع معهد ماساتشوستس للتكنولوجيا. صُمم هذا المسار لتدريب الأطباء العلماء، مع التركيز على علم وظائف الأعضاء الأساسي والفهم الكمي للعمليات البيولوجية من خلال دورات تضم طلاب دكتوراه من معهد ماساتشوستس للتكنولوجيا.

### القبول
القبول في برنامج الطب في كلية الطب بجامعة هارفارد انتقائي للغاية. يتوفر 165 مقعدًا دراسيًا لكل دفعة جديدة، منها 135 مقعدًا في منهج مسارات و30 مقعدًا في برنامج هارفارد إم آي تي. يستخدم كلا البرنامجين طلبًا واحدًا، ويُقيّم كل مسار دراسي المتقدمين بشكل مستقل.
بالنسبة لفئة دكتور الطب لعام 2023، تقدّم 6815 مرشحًا، قبل 227 منهم (3.3%). وبلغت نسبة التسجيل من بين هؤلاء 73%.